# Jung Mo Sung
Jung Mo Sung (* 1957 in Korea) ist ein katholischer Theologe in Brasilien.

## Leben
Jung Mo Sung wurde in Korea geboren und lebt seit 1966 in Brasilien. Er promovierte bei Clodovis Boff. Heute ist der Laientheologe Professor für Religionswissenschaften an der methodistischen und an der katholischen Universität in São Paulo. Sein Werk stellt einen Versuch dar, die Befreiungstheologie unter den veränderten politischen Bedingungen seit dem Ende des Ost-West-Konflikts neu zu bestimmen. Einen Schwerpunkt seiner Arbeit stellen die Beziehungen zwischen Religion und Ökonomie dar.

## Werk
Sung zufolge hat sich die mittelalterliche Vorstellung eines transzendentalen Gottesreichs mit Anbruch der Neuzeit in die irdische Hoffnung auf einen utopischen Endzustand der menschlichen Geschichte verwandelt. Jedoch sei die Verwirklichung einer solchen Utopie im Rahmen der Conditio humana nicht möglich, da diese Unvollkommenheiten und Widersprüche bedinge. Folglich sei die geschichtliche Herbeiführung einer widerspruchsfreien Gesellschaft nicht realisierbar.  Die transzendentale Erwartung des Reiches Gottes generiere jedoch einen Hoffnungsüberschuss, der sich als prophetische Kritik gegenüber gesellschaftlichen Missständen äußere.
Ein emanzipatorisches politisches Projekt hat sich laut Sung also nicht mit der Überwindung der Conditio Humana zu befassen, vielmehr sei es Aufgabe des Menschen, innerhalb der Conditio Humana Gott im Angesicht des Nächsten zu erkennen und zu lieben. Dies ist für Sung fundamental, damit Menschen sich gegenseitig als mit Würde begabte Subjekte anerkennen können. Da der Kapitalismus jedoch auf einer Fetischisierung des Marktes beruhe, in deren Folge Menschen auf ihre soziale Rolle als Marktteilnehmer beschränkt werden, finde ein stetiger, große gesellschaftliche Gruppen betreffender Exklusionsprozess statt. Diesen führt Sung darauf zurück, dass Menschen, die nicht über die Mittel verfügen, ihre Rolle als Marktteilnehmer wahrzunehmen, dem Funktionieren des Marktes geopfert würden, indem sie aus dem Wirtschaftssystem ausgeschlossen werden. Diese „Opferlogik“ des Kapitalismus steht für ihn im Widerspruch zum Subjektsein des Menschen. Sung stützt sich hier auf René Girards mimetische Theorie.
Sungs Kapitalismuskritik zielt auf die Aufhebung des opferfordernden Fetischisierungs- und Exkludierungsprozesses, nicht auf die Abschaffung des Marktes selbst. Ziel ist für Sung die Schaffung einer gerechteren Gesellschaft, welche dem Menschen nicht das Subjektsein verweigert. Von dieser „marktwirtschaftlichen“ Perspektive aus kann Sung z. B. eine Ausweitung des Freihandels fordern, die Schwellenländern wie Brasilien den Zugang zu europäischen und nordamerikanischen Absatzmärkten öffnen würde.
Scharfe Kritik übt Sung auch an Befreiungstheologen, die die Verwendung des Opferbegriffs im Namen von Befreiungskämpfen gutheißen.

## Schriften (Auswahl)

### In portugiesischer Sprache
- Teologia e economia: repensando a teologia da libertacao e utopias (1994)
- Desejo, mercado e religiao (1998)
- Idolatria do dinheiro e direitos humanos: uma crítica teológica do novo mito do capitalismo (2018), ISBN 978-85-349-4839-5.

### In deutscher und englischer Übersetzung
- Der Gott des Lebens und die wirtschaftlichen Herausforderungen für Lateinamerika, in: Fornet-Betancourt, Raúl (Hg.): Verändert der Glaube die Wirtschaft? Theologie und Ökonomie in Lateinamerika (Theologie der Dritten Welt 16), Freiburg/Breisgau u. a.: Herder 1991, 86–111.
- Das Böse in der Ideologie des freien Marktes, in: Concilium 33 (1997) 5, 606–614.
- Ökonomie und Spiritualität. Für eine andere, gerechtere und nachhaltige Welt, in: Concilium 40 (2004) 5, 596–604.
- The Human Being as Subject. Defending the Victims, in: Petrella, Ivan (Hg.): Latin American Liberation Theology. The Next Generation, New York: Orbis Books 2005, 1–19.
- Desire, Market and Religion (Reclaiming Liberation Theology), London: SCM Press 2007.

| Personendaten    | Personendaten                                 |
| ---------------- | --------------------------------------------- |
| NAME             | Sung, Jung Mo                                 |
| ALTERNATIVNAMEN  | Sung, Jung-mo                                 |
| KURZBESCHREIBUNG | koreanisch-brasilianischer Befreiungstheologe |
| GEBURTSDATUM     | 1957                                          |
| GEBURTSORT       | Korea                                         |